# 1210 Morosovia
1210 Morosovia (1931 LB) là một tiểu hành tinh vành đai chính được phát hiện ngày 6 tháng 6 năm 1931 bởi G. Neujmin ở Simeis.